# Ana Maria Popescu
Pour les articles homonymes, voir Popescu.
Ana Maria Popescu, née Brânză [ˈaːna maˈʀiːa ˈbrɨn.zə] le 26 novembre 1984, est une escrimeuse roumaine pratiquant l’épée. Elle est médaillée d'argent aux Jeux olympiques d'été de 2008 à Pékin et aux Jeux olympiques d'été de 2020 à Tokyo. Multiple championne du monde et d'Europe par équipes, elle a également remporté la coupe du monde d'escrime en 2007-2008 et 2008-2009 et le championnat d'Europe 2013 en individuel.

## Biographie

### Vie personnelle
Ana Maria Brânză naît à Bucarest en 1984 dans le quartier de Rahova. Elle est la cadette d'une famille de deux enfants. Elle commence la pratique sportive par le tennis, qu'elle abandonne après un an, déçue du manque de compétition. À l'âge de 11 ans, son frère aîné Marius, qui joue au football en junior au CSA Steaua Bucarest, lui suggère de se mettre à l'escrime. Elle remporte le championnat de Roumanie pour sa classe d'âge après seulement six mois d'entraînement à Steaua.
Après un test réussi à  Constanța à l'âge de 14 ans, elle quitte sa famille pour rejoindre le lycée sportif Petrache-Trişcu de Craiova, où elle devient l'élève de Dan Podeanu, entraîneur de l'équipe nationale d'épée. Le lycée donnera par la suite son nom à l'une de ses allées. Une université américaine lui propose une bourse d'études, mais elle décline l'offre, préférant poursuivre ses études supérieures en Roumanie.
Brânză obtient en 2007 un master en sport de la Faculté des sports et d'éducation physique de l'Université de Craiova. Issue d'une famille militaire – son grand-père, son père et son frère sont membres de l'armée –, elle avait rejoint en 2000 les Forces armées roumaines avec le grade de sergent, avec le soutien de son club qui dépend du ministère de la Défense roumain. Elle est promue lieutenant à la fin de ses études et possède en 2013 le grade de capitaine. Ses hobbies sont les dessins animés et la collection de peluches de Bourriquet.
Elle est mariée depuis 2015 au joueur de water-polo Pavel Popescu.

### Carrière
Elle rejoint en 2001 la section d'escrime du CSA Steaua sous la houlette de Cornel Milan. Cette même année, elle remporte le championnat du monde cadets à Gdańsk. En 2002 elle remporte le championnat du monde des moins de 21 ans à Antalya et se classe troisième aux championnats du monde senior à Lisbonne. Elle décrira ensuite cette victoire comme sa préférée, car elle n'avait que 17 ans à l'époque, était allée seule au championnat et n'avait pas d'entraîneur attitré. Elle n'obtient que la 16e place lors de ses premiers Jeux olympiques à Athènes, mais progresse rapidement dans l'élite mondiale en remportant plusieurs médailles aux championnats du monde et aux championnats d'Europe, à titre individuel comme par équipes. Elle s'adjuge la médaille d'argent aux Jeux olympiques de Pékin, où elle est battue en finale par Britta Heidemann. Cette performance lui vaut l'ordre roumain du mérite sportif (Ordinul « Meritul Sportiv ») de deuxième classe. Après les Jeux, elle remporte la coupe du monde d'escrime pendant deux saisons consécutives, en 2007-2008 et 2008-2009.
Après une blessure au poignet gauche qui la contraint d'arrêter la compétition pendant quatre mois, Brânză mène l'équipe roumaine à la victoire dans les championnats du monde d'escrime 2010 à Paris. 2011 est une bonne année : elle obtient la médaille bronze en individuel et la Power Praf — surnom que se donne l'équipe roumaine en hommage au dessin animé Les Supers Nanas, The Powerpuff Girls en anglais — parvient à conserver son titre mondial à Catane. La ville de Craiova récompense Brânză et ses coéquipières en leur offrant sa citoyenneté d'honneur (cetăţean de onoare).
Numéro un mondial en avril 2012, elle vise l'or pour les Jeux olympiques de Londres mais est battue dès les seizièmes de finale par l'Ukrainienne Yana Shemyakina, qui remportera ensuite la médaille d'or. L'équipe roumaine dont elle est le capitaine est arrêtée en demi-finales par la Corée du Sud et n'obtient aucune médaille, ne décrochant que la sixième place. Après les Jeux, deux des coéquipières de Brânză abandonnent le sport pour avoir des enfants, mais elle décide de poursuivre sa carrière et affiche pour objectif les Jeux olympiques d'été de 2016 à Rio de Janeiro.
En 2013, elle remporte le Challenge International de Saint-Maur et le Grand Prix de La Havane, et finit sur le podium dans six des huit épreuves de coupe du monde auxquelles elle participe. Elle mène le CSA Steaua à une médaille d'argent dans la Coupe d'Europe des clubs champions à Naples. Première au classement de la Fédération internationale d'escrime, elle devient en juin 2013 championne d'Europe en individuel après avoir vaincu l'Italienne Francesca Quondamcarlo en finale. Lors des championnats du monde à Budapest, elle est vaincue 14-15 en huitième de finale par l'Estonienne Julia Beljajeva, qui remportera ensuite l'épreuve.

## Palmarès

### Senior
- Jeux olympiques

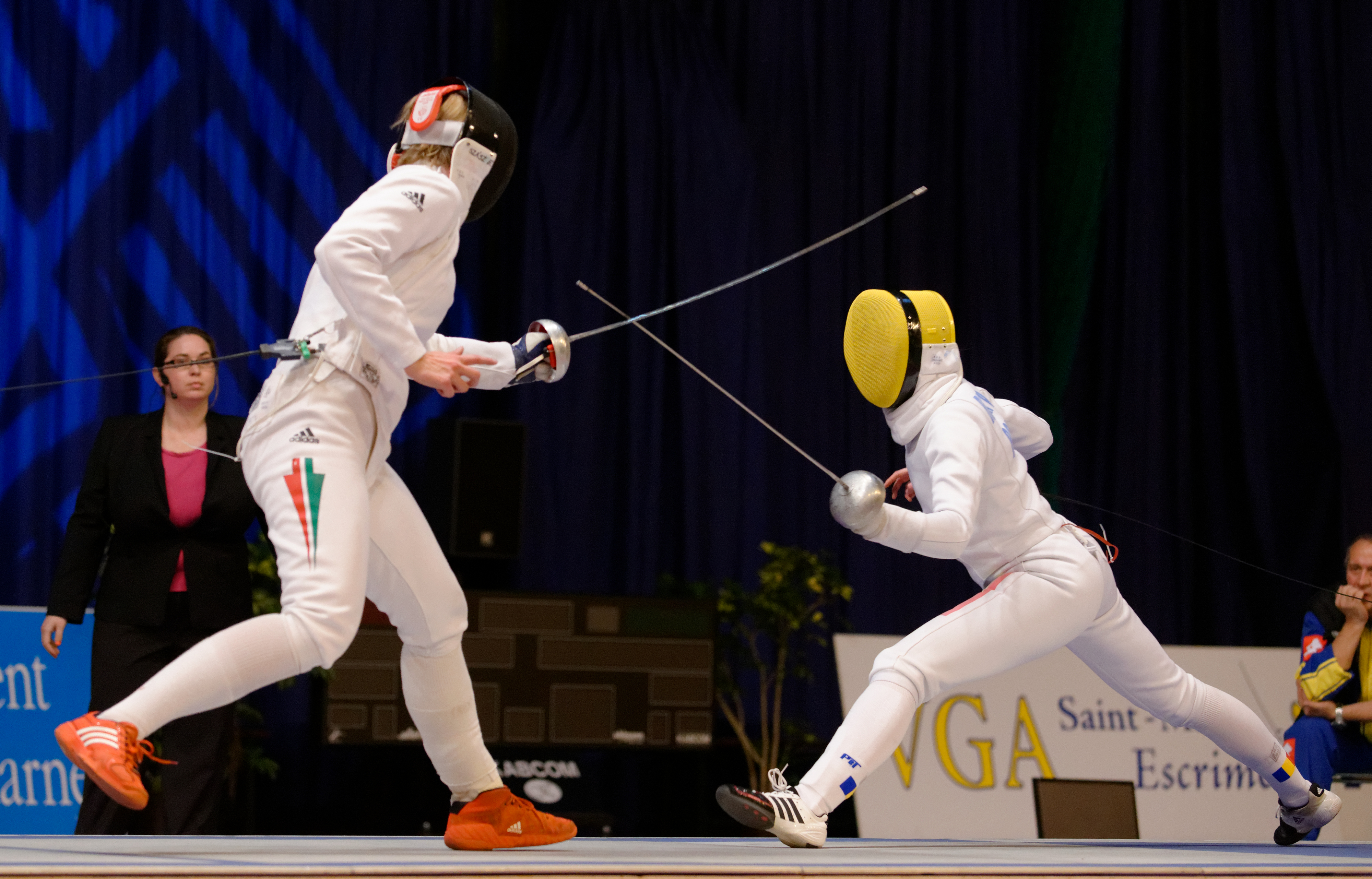
Brânză (masque jaune) affronte Emese Szász au Challenge International de Saint-Maur 2013

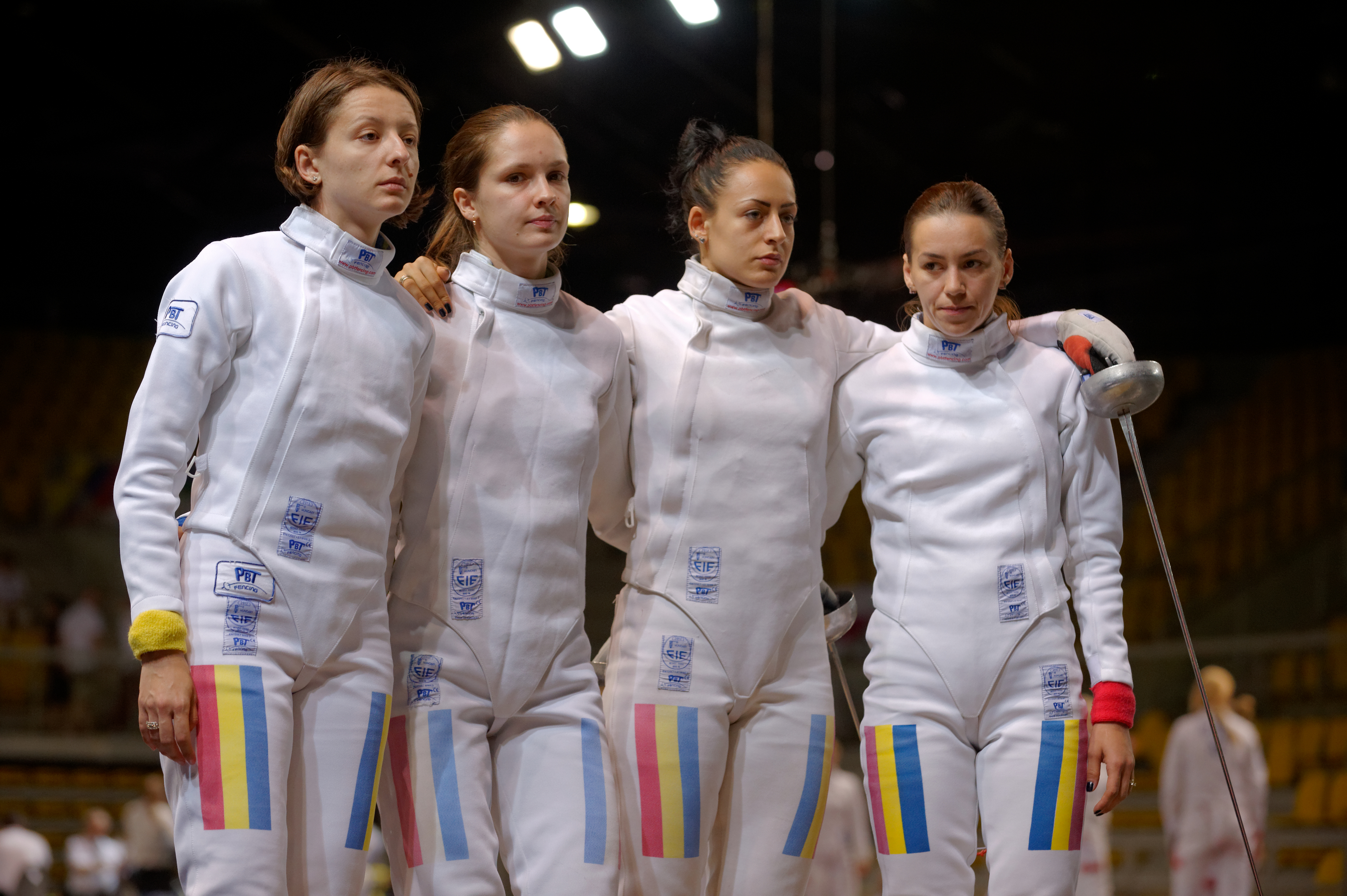
Ana Maria Brânză (première à gauche) avec l'équipe roumaine aux championnats européens de 2014.

  -  Médaille d'or par équipe aux Jeux olympiques de 2016 à Rio de Janeiro
  -  Médaillée d'argent aux Jeux olympiques d'été de 2020 à Tokyo
  -  Médaille d'argent aux Jeux olympiques de 2008 à Pékin

- Championnats du monde
  -  Médaille d'or par équipes aux championnats du monde d'escrime 2011 à Catane
  -  Médaille d'or par équipes aux championnats du monde d'escrime 2010 à Paris
  -  Médaille d'argent par équipes aux championnats du monde d'escrime 2015 à Moscou
  -  Médaille d'argent aux championnats du monde d'escrime 2018 à Wuxi
  -  Médaille de bronze aux championnats du monde d'escrime 2013 à Budapest
  -  Médaille de bronze aux championnats du monde d'escrime 2011 à Catane
  -  Médaille de bronze aux championnats du monde d'escrime 2002 à Lisbonne

- Championnats d'Europe
  -  Médaille d'or par équipes aux championnats d'Europe d'escrime 2015
  -  Médaille d'or par équipes aux championnats d'Europe d'escrime 2014
  -  Médaille d'or en individuel aux championnats d'Europe d'escrime 2013
  -  Médaille d'or par équipes aux championnats d'Europe d'escrime 2011
  -  Médaille d'or par équipes aux championnats d'Europe d'escrime 2009
  -  Médaille d'or par équipes aux championnats d'Europe d'escrime 2008
  -  Médaille d'or par équipes aux championnats d'Europe d'escrime 2006
  -  Médaille d'argent en individuel aux championnats d'Europe d'escrime 2016
  -  Médaille d'argent par équipes aux championnats d'Europe d'escrime 2013
  -  Médaille d'argent par équipes aux championnats d'Europe d'escrime 2012
  -  Médaille d'argent en individuel aux championnats d'Europe d'escrime 2008
  -  Médaille de bronze par équipes aux championnats d'Europe d'escrime 2016
  -  Médaille de bronze en individuel aux championnats d'Europe d'escrime 2011

- Coupe du monde d'escrime
  - Numéro 1 au classement mondial sur les saisons : 2008–2009 et 2009–2010.
  -  Médaille d'or en individuel dans des épreuves de coupe du monde : Budapest 2004, 2006, 2014 2019 ; Doha 2009 et 2018 ; Florina 2007 et 2010 ; Prague 2007 ; Saint-Pétersbourg 2008 ; La Havane 2009 et 2013 ; Nankin 2009 et 2010 ; Barcelone 2012 ; Saint-Maur 2013 ; Nanjing 2016.
  -  Médaille d'argent en individuel dans des épreuves de coupe du monde : Budapest 2005, 2008 et 2015 ; Rome 2009 ; Doha 2013 ; Xuzhou (ex-Nankin) 2013 ; Legnano 2015 ; Xuzhou 2015.
  -  Médaille de bronze en individuel dans des épreuves de coupe du monde : Barcelone 2007 et 2016, 2008 et 2013 ; La Havane 2007 et 2010 ; Luxembourg 2008 ; Saint-Maur 2009 ; Florina 2009 ; Budapest 2013 ; Cali 2019.

### Compétitions militaires
- Jeux mondiaux militaires/Championnats du monde militaires
  -  Or par équipes, Rio de Janeiro 2011
  -  Or par équipes, Caracas 2010
  -  Or en individuel, Bucarest 2006
  -  Or par équipes, Bucarest 2005
  -  Or en individuel, Grosseto 2005
  -  Bronze en individuel, Caracas 2010
  -  Bronze par équipes, Grosseto 2005

- Championnats d'Europe militaires
  -  Or en individuel, Göteborg 2009
  -  Or par équipes, Göteborg 2009

### Cadet et junior
- Championnats du monde junior
  -  Or en individuel, Plovdiv 2004
  -  Or en individuel, Antalya 2002
  -  Argent par équipes, Gdańsk 2001

- Championnats du monde cadets
  -  Or en individuel, Gdańsk 2001

- Championnats d'Europe junior
  -  Or en individuel, Porec 2003
  -  Or par équipes, Porec 2003

## Classement en fin de saison
| Année | 2002 | 2003 | 2004 | 2005 | 2006 | 2007 | 2008 | 2009 | 2010 | 2011 | 2012 | 2013 | 2014 | 2015 | 2016 | 2017 | 2018 | 2019 | 2020 |
| ----- | ---- | ---- | ---- | ---- | ---- | ---- | ---- | ---- | ---- | ---- | ---- | ---- | ---- | ---- | ---- | ---- | ---- | ---- | ---- |
| Rang  | 3    | 49   | 39   | 8    | 9    | 8    | 1    | 1    | 11   | 2    | 14   | 1    | 5    | 4    | 6    | 71   | 2    | 9    | 1    |